# فاغنر ليوناردو
فاغنر ليوناردو هو لاعب كرة قدم برازيلي في مركز الدفاع، ولد في 23 يوليو 1999 في برايا غراندي في البرازيل. لعب مع نادي سانتوس.

## وصلات خارجية
- فاغنر ليوناردو على موقع قاعدة بيانات كرة القدم.إي يو (الإنجليزية)
- فاغنر ليوناردو على موقع Soccerway.com (الإنجليزية)